# Raggruppamento Social Democratico
Il Raggruppamento Social Democratico (in francese: Rassemblement social démocratique - RSD-Gaskiya) è un partito politico nigerino di orientamento socialdemocratico.
Fu fondato nel 2004 da Amadou Cheiffou, già primo ministro dal 1991 al 1993, in seguito ad una scissione dalla Convenzione Democratica e Sociale.

## Risultati elettorali
| Elezione          | Voti    | %    | Seggi    |
| ----------------- | ------- | ---- | -------- |
| Parlamentari 2004 | 163.369 | 7,1  | 7 / 113  |
| Parlamentari 2009 | 471.458 | 15,7 | 15 / 113 |
| Parlamentari 2011 | 58.947  | 1,8  | 0 / 113  |
| Parlamentari 2016 | 137.577 | 2,9  | 4 / 171  |